# Palamedes (mythologie)
Palamedes (Grieks: Παλαμήδης) was in de Griekse mythologie de zoon van Nauplius en Clymene, en broer van Oeax. Hij was een van de Griekse aanvoerders bij de Trojaanse Oorlog. Hij werd door Odysseus vals beschuldigd van verraad en door de Grieken ter dood gebracht.

## Palamedes in de oude Griekse literatuur
Palamedes wordt niet genoemd door Homerus, maar kwam voor het eerst voor in het Cyclische epos Cypria, dat waarschijnlijk uit de 7e eeuw v.Chr. stamt en waarvan een samenvatting is bewaard in de Chrestomathie van Proclus. Hier werd beschreven hoe Palamedes het plan opvatte Odysseus te ontmaskeren toen deze veinsde krankzinnig te zijn om zo niet mee te hoeven doen aan de oorlog tegen Troje. Palamedes zou Telemachos voor de ploeg, waarmee Odysseus zout aan het zaaien was, hebben gegooid. Ook werd in de Cypria de dood van Palamedes beschreven. Daarover is meer bekend omdat de schrijver Pausanias vertelt (X, 26, 1) dat hij in de Cypria heeft gelezen dat Palamedes toen hij ging vissen werd verdronken door Diomedes en Odysseus.
Zowel Aeschylus als Sophocles als Euripides wijdde tragedies aan Palamedes, waarvan alleen fragmenten over zijn. Maar sindsdien geldt Palamedes als schoolvoorbeeld van iemand die ten onrechte ter dood veroordeeld is. Zo bracht Socrates hem bijvoorbeeld ter sprake in zijn verdedigingsrede (Plato, Apologie 41 b). Van Gorgias is een voorbeeldredevoering De verdediging van Palamedes bewaard gebleven, een retorisch kunststukje waarin hij Palamedes zichzelf laat verdedigen tegen de valse beschuldiging.
Palamedes gold als een wijs man. Pindarus noemde hem al wijzer dan Odysseus (aldus Aristides 3, 478) en volgens Xenophon (Cynegetica 11) overtrof hij zijn tijdgenoten in wijsheid. Hij zou in zijn vrije tijd bij Troje over retorica hebben geschreven (Plato, Gorgias 261 d). Hij wordt genoemd als mede-bedenker van het alfabet: hij zou 16 letters (Tacitus, Annalen 11, 14, 2) of 11 letters (Hyginus, Fab. 277) hebben bijgedragen. Ook wordt hij genoemd als de uitvinder van de dobbelstenen (Pausanias, X, 31).

## Palamedes in de klassieke Latijnse literatuur
In Vergilius’ Aeneïs wordt de moord op Palamedes aan Odysseus toegeschreven (II, 90-91), en in Ovidius' Metamorfosen wordt verteld dat Palamedes Odysseus had ontmaskerd (XIII, 37-38) en dat Odysseus Palamedes daarom later betichtte van landverraad wijzend op een goudschat die hij eerst zelf had verstopt (XIII, 56-61).

## Laat-klassieke schrijvers over Palamedes
Uitvoeriger versies van de mythe kennen we pas uit latere schrijvers als Apollodorus, Hyginus en Dictys, waarbij nogal wat variatie is in details.
Palamedes heeft volgens Dictys deel uitgemaakt van het gezantschap dat de door Paris geroofde Helena terugeiste in Troje, omdat hij een goede spreker en diplomaat was. Later werd hij aangesteld als een van de leiders van de Grieken in de Trojaanse Oorlog. Hij had samen met Odysseus en Diomedes de leiding van het leger te velde.
De meest volledige weergave van de bekendste versie van Palamedes' lotgevallen staat bij Hyginus. In Fab. 95 vertelt deze dat Odysseus, omdat hij niet mee wilde naar Troje, deed alsof hij waanzinnig was en een paard samen met een rund voor de ploeg spande. Palamedes ontmaskerde hem door diens zoontje, Telemachus, uit zijn wieg te halen en voor de ploeg te gooien. Volgens Apollodorus (V, 3, 7) echter pakte Palamedes Telemachus van de borst van Penelope en dreigde hij deze met zijn zwaard te doden.
Het complot tegen Palamedes wordt door Hyginus beschreven in Fab. 105. Odysseus verstopte goud op de plek van de tent van Palamedes en liet een Phrygische soldaat onderscheppen die zogenaamd van Priamus kwam met een brief waarin aan Palamedes precies zoveel goud werd beloofd als op de plek van zijn tent werd gevonden indien hij het Griekse kamp zou verraden. Toen Agamemnon het goud zag geloofde hij in de schuld van Palamedes, waarna deze door het hele leger ter dood werd gebracht.
Dictys beschrijft (II, 15) de dood van Palamedes anders: Odysseus en Diomedes vertelden hem dat ze goud hadden gevonden in een put. Ze zeiden tegen Palamedes dat ze het met hem wilden delen en haalden hem over af te dalen in de put. Ze doodden hem toen door stenen op hem te gooien. Over de dood van Palamedes voegt Apollodorus nog toe dat deze door steniging plaatsvond (V, 3, 8).
Volgens Dares (Val van Troje 28) sneuvelde Palamedes gewoon in de strijd. Toen Achilles niet deelnam aan de oorlog, vocht Palamedes in zijn plaats in de voorste gelederen en doodde Sarpedon. Terwijl hij stond te juichen, doorboorde Paris zijn nek met een pijl, waarna hij door de Grieken met speren werd gedood.

## De wraak van Palamedes' vader Nauplius
Vermoedelijk stond in het niet-bewaarde Cyclische epos Nostoi, over de terugkeer van de Grieken uit Troje, hoe Nauplius, Palamedes' vader, wraak nam voor de moord op zijn zoon. In de latere literatuur zijn hier regelmatig verwijzingen naar.
Een scholion op Aristophanes’ Thesmophoriazousae vs. 771 vertelt dat Palamedes' vader van de dood op de hoogte was gebracht doordat Palamedes zijn broer Oeax opdracht gaf het verhaal van zijn dood op schepen af te beelden en op roeiriemen die hij in zee gooide, zodat hun vader te weten kon komen hoe Palamedes was omgekomen. Apollodorus (V, 6, 8 - 6, 9) vertelt dat Nauplius genoegdoening kwam zoeken bij de Grieken, maar geen gehoor vond.
Als wraak zette Nauplius valse vuurbakens waardoor de Griekse schepen op de rotsen liepen bij Kaap Caphareus (de zuidoostelijke punt van Euboea), een verhaal dat voor het eerst te lezen is in de Helena van Euripides (vss. 766 e.v. en 1126 e.v.) en later o.a. te vinden in een uitvoerige beschrijving in Seneca's tragedie Agamemnon (557-578). Hyginus (Fab. 116) voegde het detail toe dat Nauplius de Grieken die zich door zwemmen wisten te redden, zelf doodde. Volgens Apollodorus nam Nauplius ook wraak door de Griekse vrouwen ertoe aan te zetten ontrouw te zijn aan hun mannen.

## Palamedes in later tijd

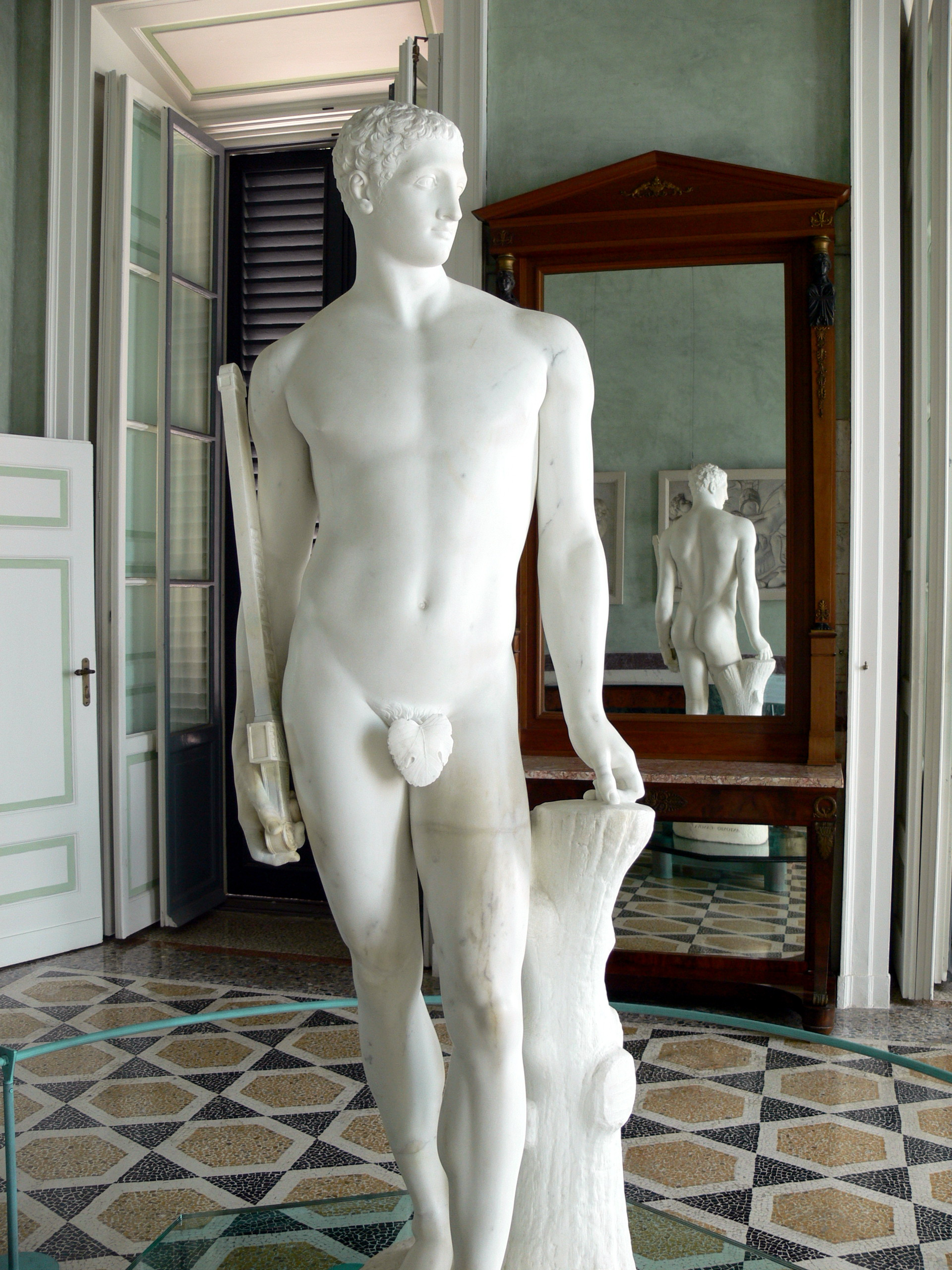
Antonio Canova, Palamedes, 1804

### Palamedes als motief in de kunsten
Uit 1625 stamt het toneelstuk Palamedes oft Vermoorde Onnooselheyd van Joost van den Vondel. Met dit stuk leverde Vondel kritiek op de terechtstelling van Johan van Oldenbarnevelt in opdracht van Prins Maurits. In Agamemnon is Prins Maurits te herkennen en in Palamedes Johan van Oldenbarnevelt. De zegswijze de vermoorde onschuld is waarschijnlijk ontstaan naar aanleiding van dit toneelstuk.
Uit 1626 stamt het Historiestuk van Rembrandt dat wel Palamedes voor Agamemnon wordt genoemd en zich in het Museum De Lakenhal te Leiden bevindt. Het is echter allerminst zeker of dat het onderwerp van het schilderij is; het wordt ook wel Consul Cerialis en de Germaanse legioenen genoemd.
De Italiaanse neoclassicistische beeldhouwer Antonio Canova maakte in 1804 een standbeeld van Palamedes, dat zich bevindt in de Villa Carlotta in Cadenabbia aan het Comomeer.

### Palamedes en het schaakspel

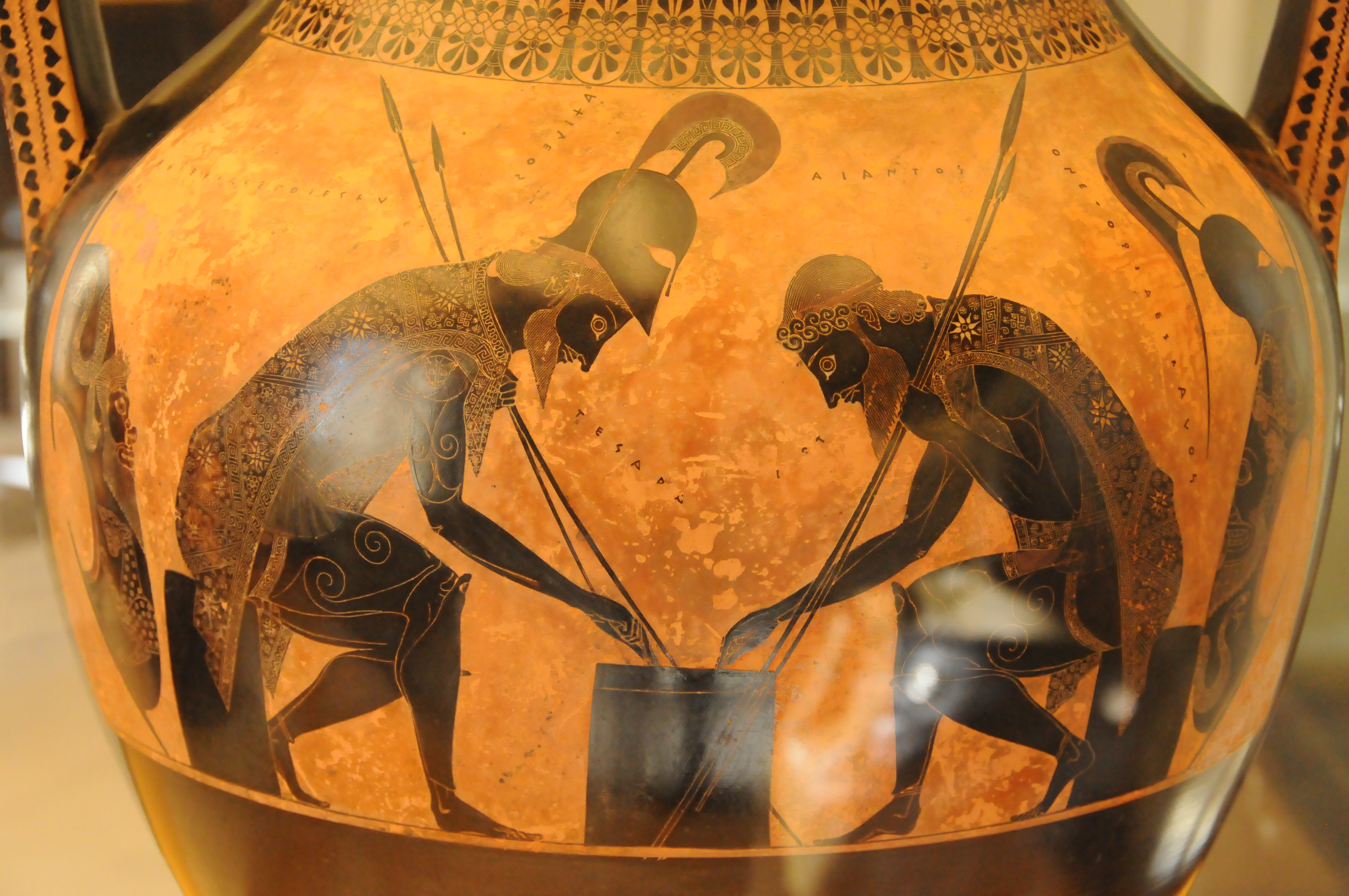
Ajax en Achilles spelen een bordspel gedurende de Trojaanse Oorlog, een werk van Exekias.

Palamedes zou het schaakspel bedacht hebben gedurende het tien jaar durende beleg van Troje. Dit zou hij gedaan hebben om de verveling onder zijn manschappen tegen te gaan dan wel als training van zijn veldheren in de oorlogsvoering. De vrucht van het spel werd door Palamedes aan Fortuna in haar tempel gewijd. Het (houten) paard in het spel zou Odysseus op het idee van het fameuze paard van Troje gebracht hebben, waarmee de oorlog uiteindelijk gewonnen werd.
Dit was tot in de negentiende eeuw een van de gangbare theorieën over de uitvinding van het schaakspel. Het eerste schaaktijdschrift in de geschiedenis, Le Palamède, opgericht in 1836, was derhalve naar Palamedes vernoemd. Hoewel deze theorie in het buitenland vroeg in de negentiende eeuw inklapte, bleef het in Nederland nog decennialang voortbestaan, en werd het zelfs verder aangewakkerd door Bilderdijks gedicht in 'Het Buitenleven'. Als gevolg hiervan zijn in Nederland diverse schaakverenigingen naar Palamedes vernoemd.
Deze theorie werd uiteindelijk ook in Nederland alsnog ferm ontkracht door onder meer Antonius van der Linde. Mede als gevolg hiervan werd Christiaan Messemakers Schaakvereniging Palamedes in 1886 herdoopt tot Messemaker.
Heden wordt Palamedes' vermeende uitvinding van het schaakspel slechts als een aardig verzinsel gezien dat voortgevloeid zou zijn uit zijn uitvinding van de dobbelsteen.
- Catàleg d'autoritats de noms i títols de Catalunya: 981058620257006706
- Gemeinsame Normdatei: 118951491
- Library of Congress Control Number: n2013056919
- Nationale Bibliotheek van Israël: 987011342953705171
- Virtual International Authority File: 50025174
- WorldCat: E39PCjxThJ7D98G3VYCRJYPJ6q